# I. Iszmáíl perzsa sah
I. Iszmáíl, modern perzsa kiejtéssel Eszmáil, költői álnevén Hatáí (1487. július 17. – Mangutaj, 1524. május 23.) a síita szafavida rend nagymestere, a Szafavida-dinasztia alapítója volt. Az azerbajdzsáni területeken kikiáltott birodalma a folyamatos háborúskodások során délkelet felé tolódott át, ennek köszönhetően Iszmáílt tekinthetjük a modern értelemben vett Irán első uralkodójának. Iszmáílt ma a bektasi és az alevi dervisrendek különösen nagy tiszteletben részesítik.

## Származása
Iszmáíl apai ágon kurd eredetű, a 11. században Ardabil környékére települt családból származott. Egyik őse, Szafi ad-Dín sejk (†1334) szunnita szúfi rendet alapított, amelyet róla szafavidának (arabul/perzsául: szafaví) neveztek. A rendben kezdetben pusztán különös tiszteletet kaptak Alí ibn Abí Tálib és leszármazottai – akiket a síiták imámjaiknak tekintenek –, és a társaság a 15. századra kifejezetten síita irányultságúvá vált. A mozgalom alapját a kelet-anatóliai és kaukázusi török nomádok képezték, akiket jellegzetes fejfedőviseletükről kizilbasoknak (vörösfejűek) neveztek. Szafi ad-Dín utódai körében öröklődött a rend vezetése, és Iszmáíl apja, Szultán Hajdar már komoly politikai szereplő volt a térségben, olyannyira, hogy a vidék domináns hatalma, az Akkojunlu törzsszövetség vezetője, Uzun Haszan hozzáadta egyik lányát, Halimét – keresztény neve Márta volt –, akinek anyja Komnénosz Teodóra (Deszpina Hatun), az anyai nagyapja pedig IV. Ióannész trapezunti császár, Bagrationi Eudokia grúz királyi hercegnő, trapezunti császárné unokája volt.

## Út a hatalomig
Hajdar növekvő befolyása komoly gondokat okozott Uzun Haszan utódjának, Jaakúbnak, aki, miután sógora elesett 1488-as kaukázusi hadjárata során, jobbnak látta annak családját – így az egyéves Iszmáílt és anyját – száműzni a déli Fársz tartományba, Iszfahánba. Nagybátyjuk 1490-es halála után azonban zűrzavar tört ki, és a család 1494-ben el tudott menekülni, és a síával szimpatizáló giláni kormányzónál kapott menedéket Láhidzsánban. Az időközben szafavida rend nagymesterévé kikiáltott Iszmáíl öt éven át rejtőzött Láhidzsánban, majd tizenhárom éves korában, 1499-ben mintegy hétezer kizilbas harcost toborzott maga köré, és megindult Azerbajdzsán felé.
A kizilbasok lerohanták az azerbajdzsáni Sírvánsáhokat, akik 1462-ben egy csatában megölték a rend akkori vezetőjét, Iszmáíl nagyapját, Dzsunajd sejket. 1501-ben kifosztották a dinasztia központját, Bakut, és bosszúból a korábbi uralkodók mauzóleumukból kiásott maradványait is elégették, a lakosságot a sía elfogadására kényszerítették, sahokat pedig hűbéresükké süllyeszették. Még ugyanabban az évben Alvand bég, az Ak Kojunlu utolsó vezetője is vereséget szenvedett tőlük, ezzel pedig végleg széthullott az Oszmán Birodalom által már megrendített törzsszövetség. Iszmáíl kizilbas csapatai élén így bevonult Tebrizbe, ahol 1501 júliusában sahhá kiáltották ki, és bejelentette, hogy birodalmában a tizenkettes sía lesz az államvallás. 1502. március 12-én koronázták meg.

## Uralkodása

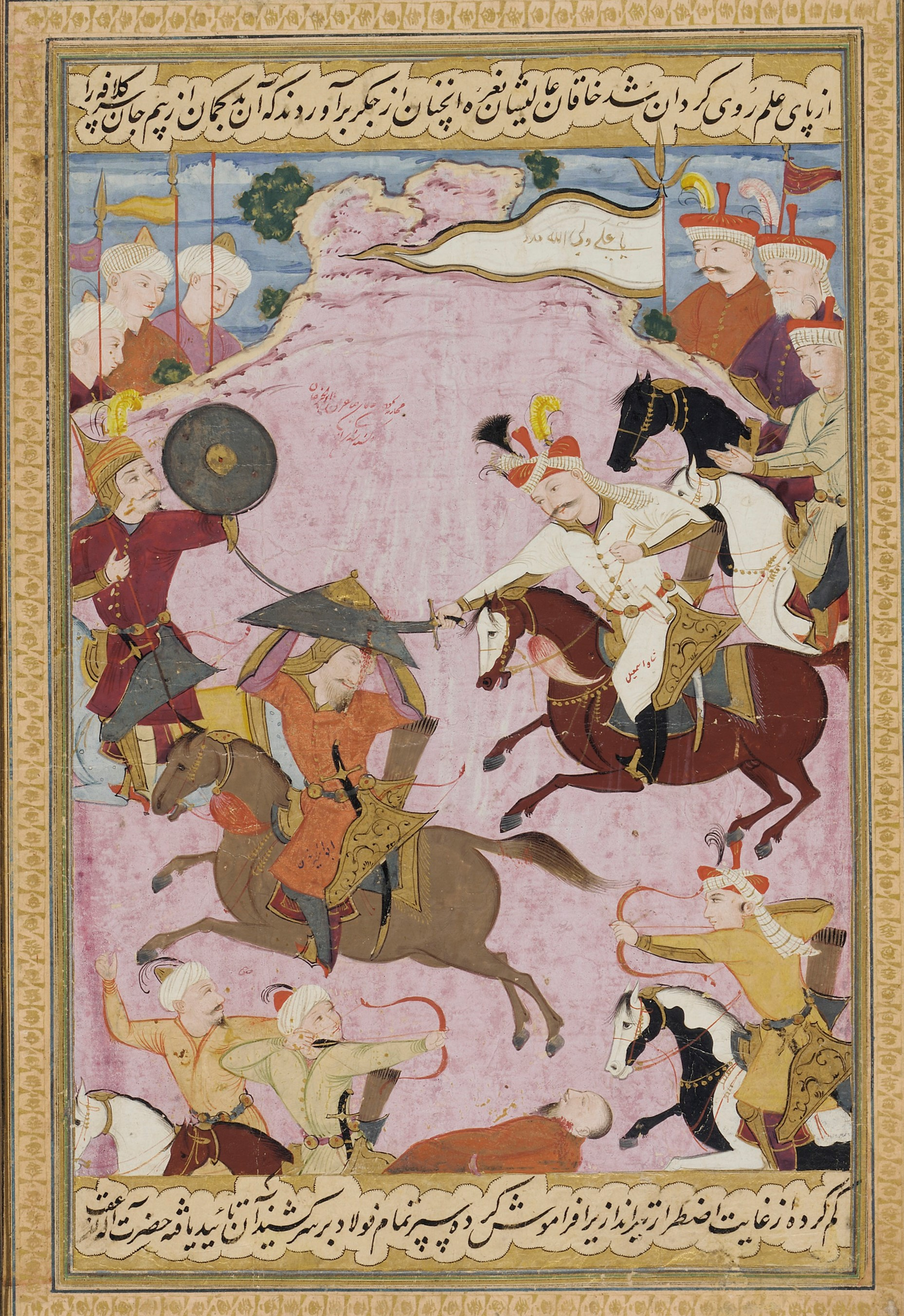
Iszmáíl sah és az üzbég Abulhajr kán harca. Az ábrázolás nyilvánvaló anakronizmus, mivel Abulhajr még Iszmáíl születése előtt meghalt (1688 körüli ábrázolás)

Iszmáíl harcai Tebriz megszerzésével korántsem értek véget. Az Ak Kojunlu maradékai még mindig tartották magukat mind Anatóliában, mind Mezopotámia vidékén. Végleges győzelmet csak 1508-ban tudott aratni Bagdad elfoglalásával. Eközben kelet felé is terjeszkedett, ami konfliktushoz vezetett a szunnita Üzbég Kánsággal. Ez utóbbi vezetőjét, Muhammad Sajbáni kánt 1510-ben leverte a mervi csatában, ennek köszönhetően pedig stabilizálta uralmát Horászán felett. A diadal hatására az eredetileg Fergánában uralkodó timurida Bábur, akit Muhammad szorított Kabul és Herát környékére, szövetségre lépett Iszmáíllal – ez utóbbi alávetettségbe akarta kényszeríteni Báburt, hogy a nevében kormányozza jövendő hódításait, de az erre nem volt hajlandó. Így hiába hódította meg Szamarkandot 1511-ben, az üzbégek egy éven belül visszaszerezték a várost, amivel Iszmáíl transzoxániai ambícióit is keresztülhúzták.
Amikor legyőzte a sajbánida Muhammad kánt, Iszmáíl Isztambulba küldte riválisa levágott fejét. II. Bajazidot aggasztotta ugyan a kizilbasok anatóliai térnyerése és Iszmáíl 1507-es Dijár Bakr-i és kurdisztáni hódítása, de nem akart háborút indítani a szafavida állam ellen. Utódja, az 1512-ben trónra lépő, harcias I. Szelim, akit a krónikák a „Rettentő” névvel illettek, amint tehette, megindult keletre. A kiválóan képzett, modern tűzfegyverekkel felszerelt és létszámfölényben levő oszmán hadsereg az 1514. augusztus 23-án vívott csáldiráni csatában szétzúzta a többnyire könnyűlovas vallási fanatikusokból álló szafavida sereget, és rövidesen bevonult Tebrizbe. Szelim legszívesebben egész Iránt elfoglalta volna, de a janicsárok ellenállásán megbukott a terve. Az oszmán szultán 1516-ban is Perzsia ellen akart indulni, de végül úgy alakult, hogy a hadjáratában gazdasági gondjai miatt részt venni nem akaró Mamlúk Birodalmat rohanta le és foglalta el.
A csáldiráni csata nem csak katonai értelemben volt nagy veszteség. Kelet-Anatólia (Erzindzsán és Dijár Bakr) Szelim kezébe került, ráadásul Iszmáíl népszerűsége és vallási jellegű nimbusza is súlyos csorbát szenvedett, legyőzhetetlenségének mítosza tovaszállt. Ezt a sah is érzékelte, és addig használt (többnyire Ak Kojunlutól örökölt) címei közül törölte a teokratikus jellegűeket (például al-hádi – (isteni) vezető, al-vali – (prófétai) helytartó). A kiábrándult uralkodó a vereséget követően a borfogyasztás örömeibe menekült, és uralkodása hátralevő tíz évében már nem bonyolódott komolyabb külpolitikai kalandokba. Flotta híján az Indiába nemrég eljutó, útjukat támaszpontokkal biztosítani akaró portugálok térnyerését is kénytelen volt eltűrni a Perzsa-öböl térségében (Alfonso de Albuquerque vezetésével 1507-ben ideiglenesen, 1515-ben végleg meghódították Hormuz szigetét, ellenőrzésük alá vonva a Hormuzi-szorost, 1521-ben pedig Bahreint szerezték meg.)

## Költészete
Iszmáíl sah Hatáí álnéven kiváló költőnek bizonyult. Verseit perzsa nyelven, aruzban, a divánköltészet szabályai szerint írta. Igazi hírnévre a népi költők hagyományait követő, azerbajdzsáni dialektusban készült költeményeivel tett szert, amelyek nagy szerepet játszottak az irodalmi azeri nyelv kifejlődésében. A síita tanok Anatóliában való elterjesztésére hivatott versei kora török irodalmának legsikerültebb darabjai közé tartoznak.

## Utódai
Iszmáíl sah ötször nősült. Első felesége, Tádzslú Bégum a befolyásos kizilbas Sámlú törzs tagja volt, a második az Ak Kojunluból származott, a harmadik egy szúfi mester utódja volt, a negyedik és ötödik pedig birodalma egy-egy kormányzójától (a bagdaditól és servánitól) származott. Tőlük hat fia és nyolc lánya született, közülük két fiú fiatalon halt meg. A trónon elsőszülött fia, I. Tahmászp követte, aki halálakor nem egészen tizenegy esztendős volt. Két másik fia, Alkász és Szám később fellázadt Tahmászp ellen és átállt az Oszmán Birodalomhoz, így leverésük után börtönben végezték. Iszmáíl negyedik fia, Bahrám békében élte le életét mint kormányzó. A sah lányait a dinasztiában később is szokásos módon a birodalom notabilitásaihoz – kizilbas vezetőkhöz, helytartókhoz – adták feleségül.

## Külső hivatkozások
- Christopher Buyers: The Royal Ark/Iran/Safawi Dynasty